# Remstjärnen, Härjedalen
Remstjärnen är en före detta sjö på en torvtäkt i Härjedalens kommun i Härjedalen och ingår i Ljusnans huvudavrinningsområde. Sjön har en area på 0,0536 kvadratkilometer och ligger 382,2 meter över havet.

## Delavrinningsområde
Remstjärnen ingår i det delavrinningsområde (689334-141430) som SMHI kallar för Mynnar i Svegssjön. Medelhöjden är 405 meter över havet och ytan är 27,28 kvadratkilometer. Räknas de 42 avrinningsområdena uppströms in blir den ackumulerade arean 904,82 kvadratkilometer. Veman (Sör-Veman) som avvattnar avrinningsområdet har biflödesordning 2, vilket innebär att vattnet flödar genom totalt 2 vattendrag innan det når havet efter 262 kilometer. Avrinningsområdet består mestadels av skog (61 procent) och sankmarker (32 procent). Avrinningsområdet har 0,42 kvadratkilometer vattenytor vilket ger det en sjöprocent på 1,5 procent.